# Öster om Eden (film)
Öster om Eden (engelska: East of Eden) är en film från 1955 i regi av Elia Kazan och med Julie Harris och James Dean i huvudrollerna. Filmen är baserad på romanen med samma titel från 1952 av John Steinbeck, och utspelar sig i Kalifornien under 1910-talet. Filmen hade biopremiär i USA den 9 mars 1955.

## Rollista i urval
- Julie Harris - Abra
- James Dean - Cal Trask
- Raymond Massey - Adam Trask
- Burl Ives - Sam the Sheriff
- Richard Davalos - Aron Trask
- Jo Van Fleet - Kate (Cathy)
- Albert Dekker - Will Hamilton
- Lois Smith - Anne